# Daniel Giraud Elliot

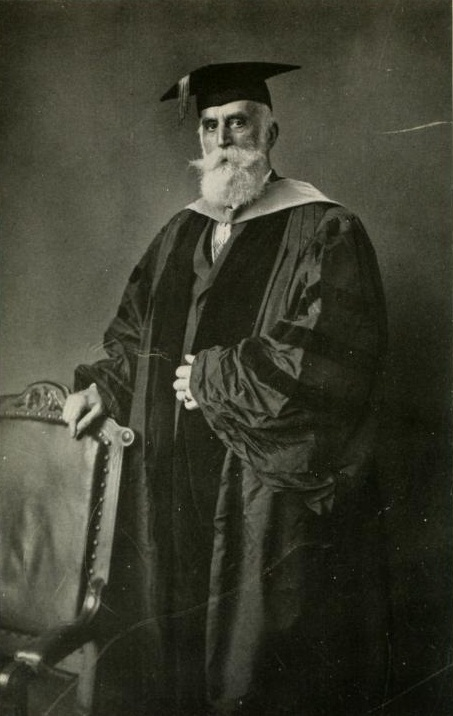
Daniel Giraud Elliot (1835–1915)

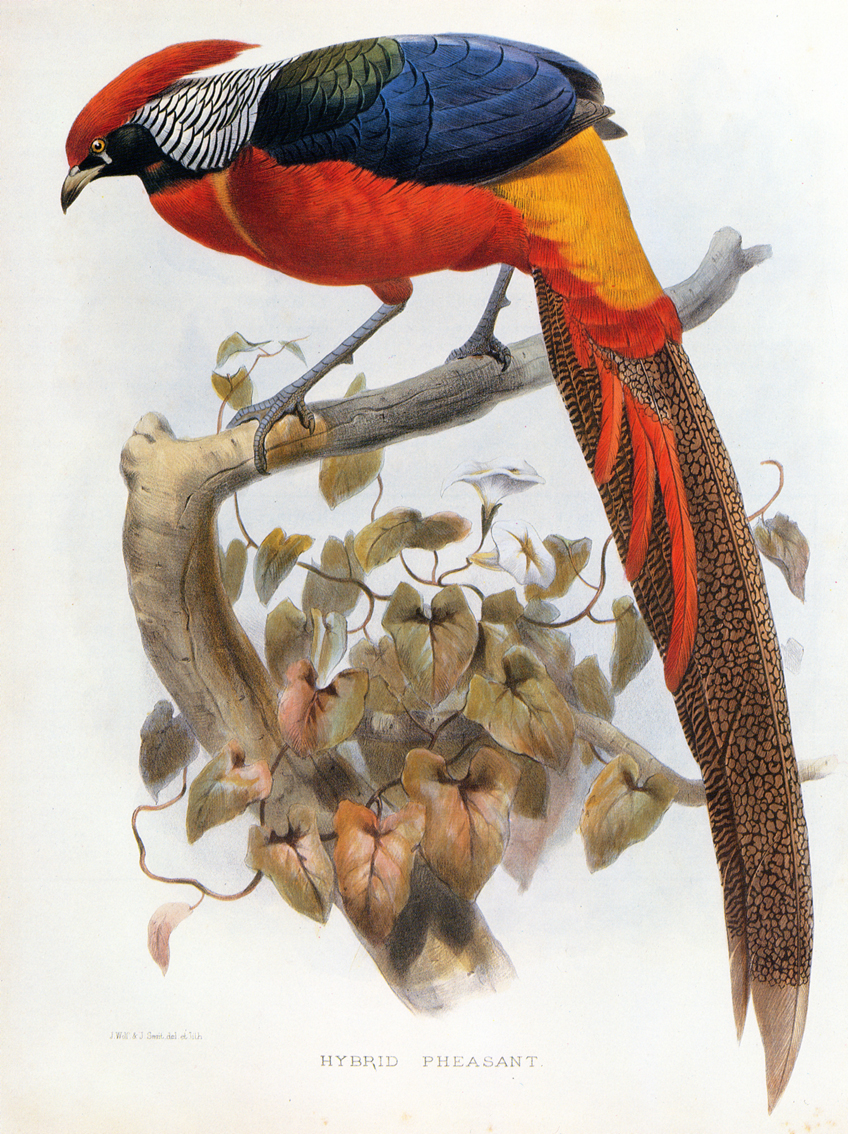
Farbdruck „Hybrid pheasant“ aus A Monograph of the Phasianidae

Daniel Giraud Elliot (* 7. März 1835 in New York City; † 22. Dezember 1915 ebenda) war ein US-amerikanischer Zoologe.

## Leben
Daniel Elliot war sowohl ein Mitbegründer des American Museum of Natural History in New York, als auch einer der Begründer der American Ornithologists’ Union. Im Field Museum of Natural History in Chicago war er als Kurator für Zoologie tätig.
Elliot nutzte sein Vermögen, um eine Serie kostspieliger Farbdrucke von Vögeln und anderen Tieren zu veröffentlichen. Er selbst schrieb die Texte. Für die Bilder beauftragte er jedoch Künstler wie Joseph Wolf und Joseph Smit, die beide schon für John Gould gearbeitet hatten. Die Bücher beinhalteten A Monograph of the Phasianidae (Family of the Pheasants) (1870–1872), A Monograph of the Paradiseidae or Birds of Paradise (1873), A Monograph of the Felidae or Family of Cats (1878) und Review of the Primates (1913).
Die National Academy of Sciences verleiht die Daniel-Giraud-Elliot-Medaille für lobenswerte Arbeiten auf dem Gebiet der Zoologie oder der Paläontologie, die innerhalb drei bis fünf Jahren veröffentlicht werden. 1875 wurde er in die Royal Society of Edinburgh aufgenommen. Im Jahr 1895 wurde Elliot zum Mitglied der Leopoldina gewählt.

## Dedikationsnamen
John Cassin ehrte ihn 1863 im Elliotspecht (Mesopicos elliotii), Richard Bowdler Sharpe 1870 im Elliotliest (Tanysiptera ellioti), und Jules Verreaux 1871 im Elliothäherling (Trochalopteron elliotii). Robert Swinhoe nannte 1872 Elliotfasan (Syrmaticus ellioti) zu seinen Ehren. Émile Oustalet widmete ihm 1874 die Grünscheitelpitta (Pitta elliotii). Robert Ridgway beschrieb 1878 die Elliotelfe (Atthis ellioti) zu seinen Ehren. Außerdem findet sich sein Name in den Unterarten der Veilchenscheitelamazilie (Amazilia violiceps ellioti (von Berlepsch, 1889)) und der Theklalerche (Galerida theklae ellioti Hartert, E, 1897). Die von George Burritt Sennett 1892 beschriebene Unterart des Truthuhns (Meleagris gallopavo ellioti) gilt heute als Synonym für Meleagris gallopavo intermedia Sennett, 1879. Bei der von Tommaso Salvadori 1879 beschriebenen Art Porphyrio ellioti handelt es sich um ein Synonym der Purpurhuhnunterart Porphyrio porphyrio samoensis  Peale, 1848. Die von Modest Nikolaevich Bogdanow (1841–1888) beschriebene Art Pterocles Ellioti wird heute als Synonym für das Tropfenflughuhn (Pterocles senegallus (Linnaeus, 1771)) betrachtet. Der Tierpräparator Edwin Ward beschrieb 1873 die Art Epimachus ellioti, die heute als Hybride zwischen dem Breitschwanz-Paradieshopf (Epimachus fastuosus) und Fächer-Paradieselster (Astrapia nigra) angesehen wird.
Die Luvua-Stummelaffen-Unterart (Piliocolobus foai ellioti Dollman, 1909) ist wahrscheinlich eine Hybride aus Oustalet-Stummelaffe und Semliki-Stummelaffe.

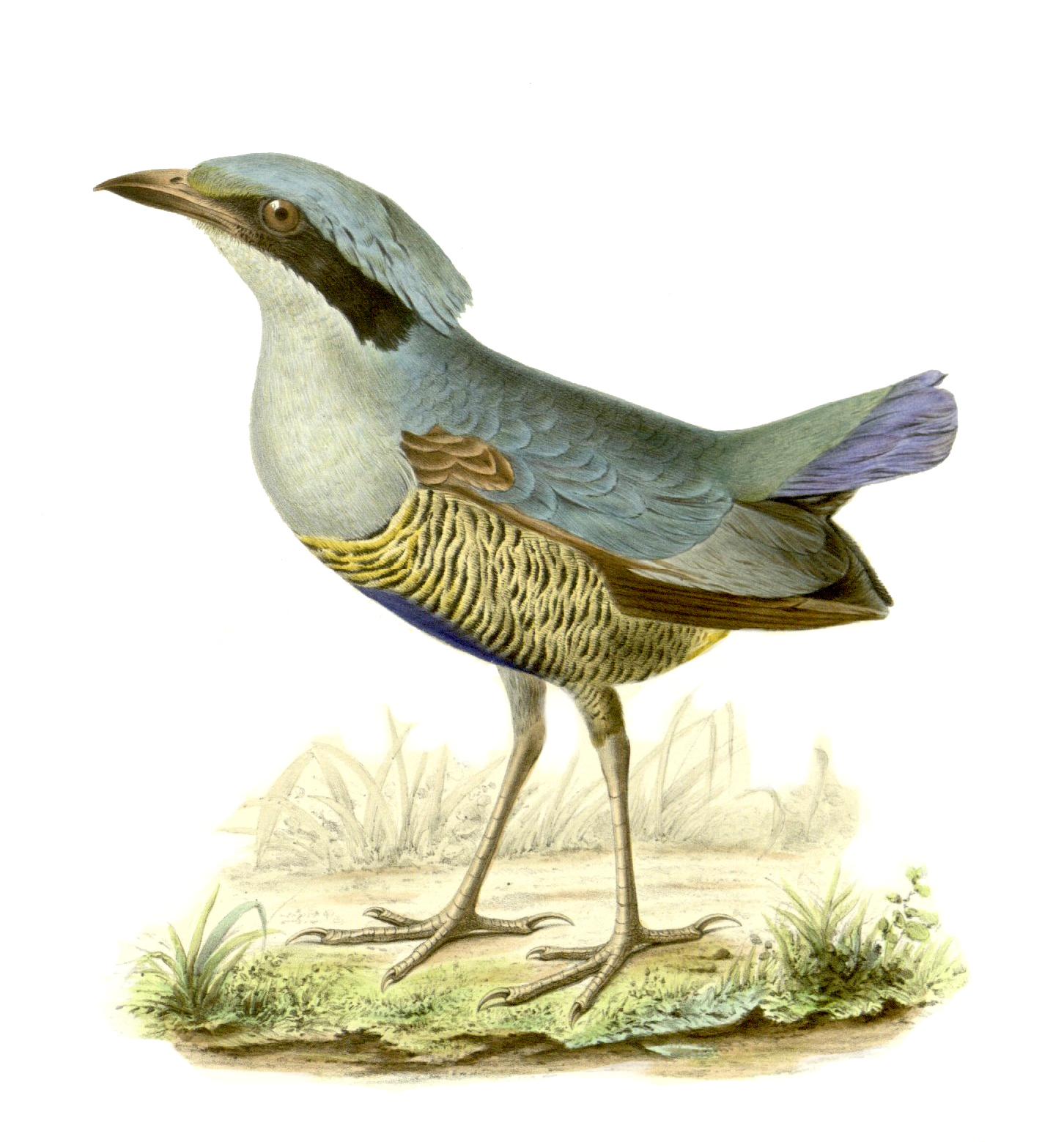
Grünscheitelpitta (Pitta elliotii) illustriert als Teil der Erstbeschreibung
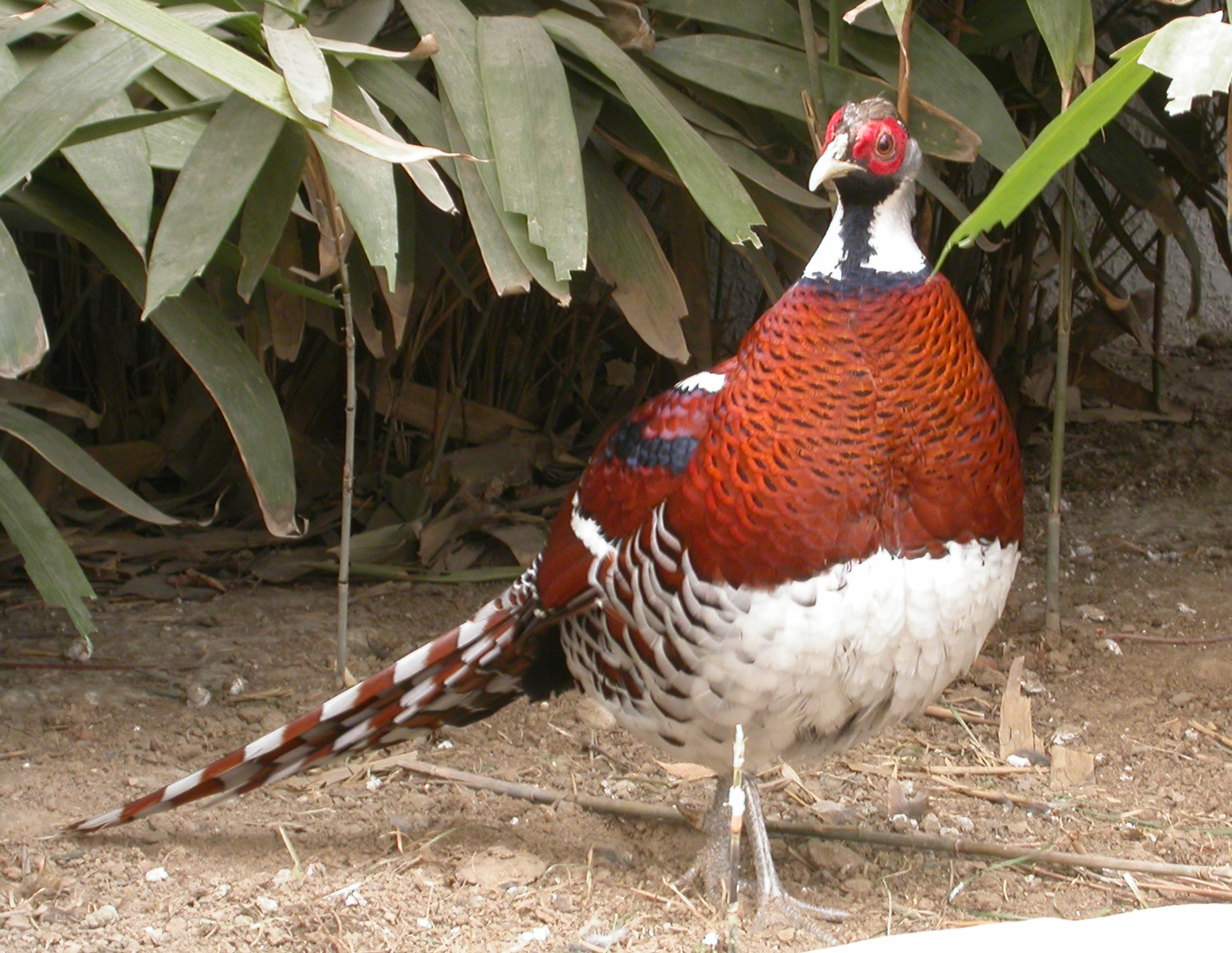
Elliotfasan (Syrmaticus ellioti)
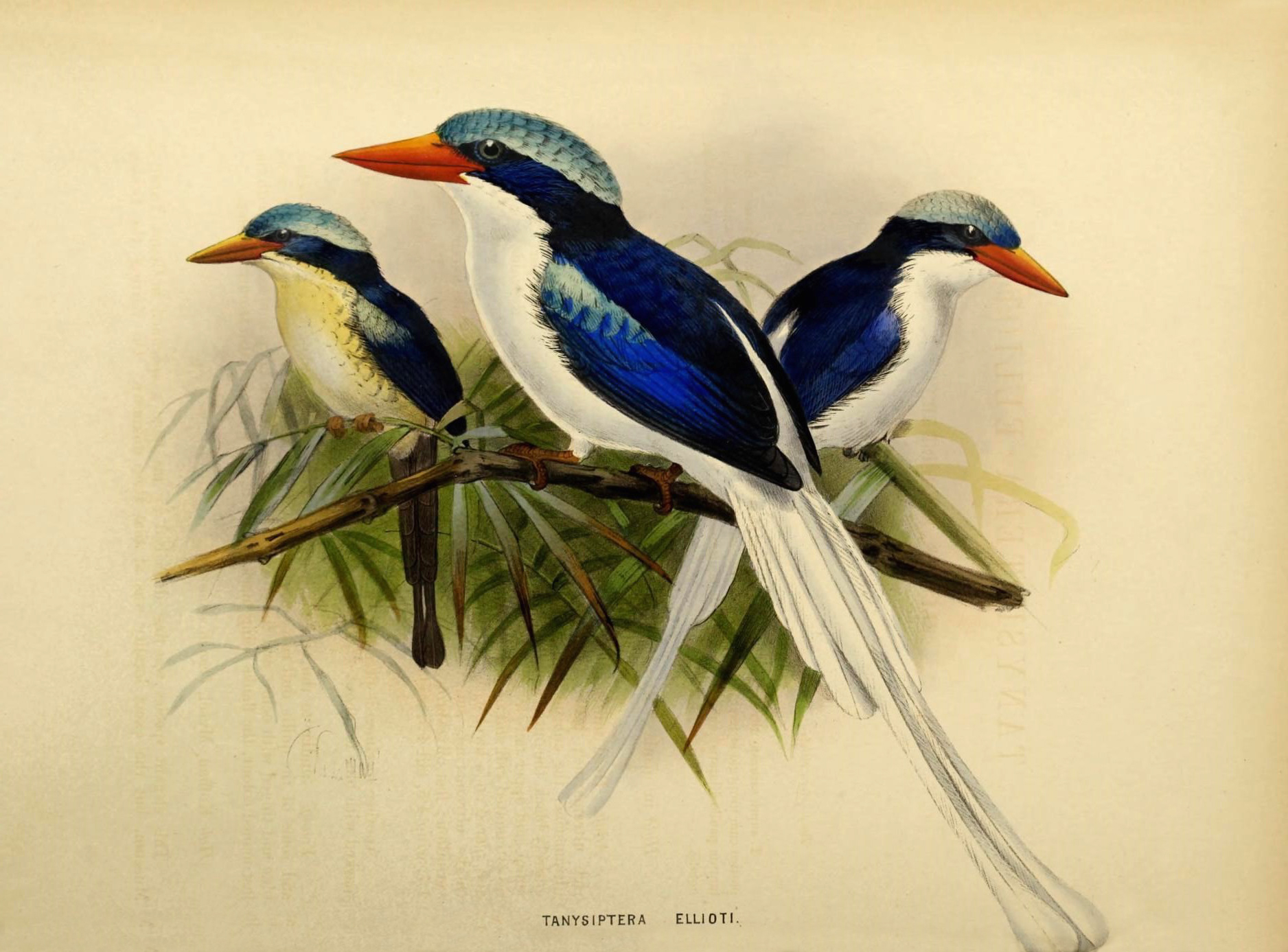
Elliotliest (Tanysiptera ellioti)
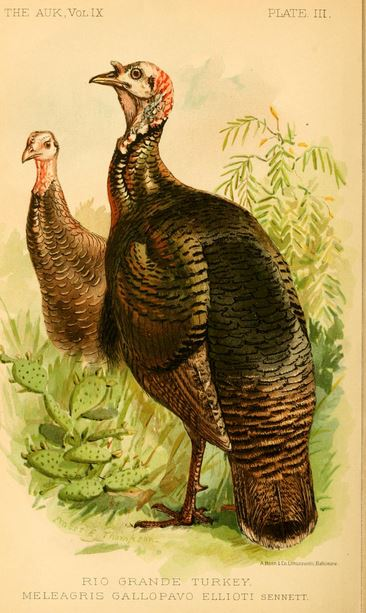
Meleagris gallopavo ellioti illustriert von Ernest Thompson Seton
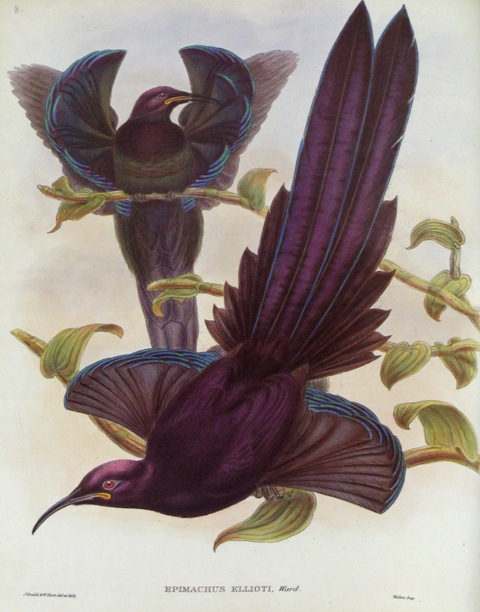
Epimachus ellioti

## Publikationen (Auswahl)
- in Henri Milne Edwards: Rapport sur quelques acquisitions nouvelles faites par la Galerie ornithologique du muséum adressé a l’assemblée des professeurs-administrateurs, le 17 Octobre 1865. In: Nouvelles Archives du Museum D’Histoire Naturelle De Paris. Band 1, 1865, S. 75–78 (biodiversitylibrary.org).
- Description of two new Species of Hummingbirds belonging to the Genera Eupherusa and Cyanomyia. In: The Annals and magazine of natural history; zoology, botany, and geology being a continuation of the Annals combined with Loudon and Charlesworth’s Magazine of Natural History (= 4). Band 8, Nr. 46, 1871, S. 266–267 (biodiversitylibrary.org).
- mit Osbert Salvin: On two Species of Trochilidae of the Gebnus Lophornis. In: The Ibis (= 3). Band 2, Nr. 11, 1873, S. 279–280 (biodiversitylibrary).
- Notes on the Trochilidae. The Genera Lampropygia. In: Ibis (= 3). Band 6, Nr. 21, 1876, S. 54–60 (biodiversitylibrary.org).
- Description d’un Eriocnemis nouveau Oiseau-Mouche provenant de Bolivia. In: Bulletin de la Société zoologique de France. Band 1, 1876, S. 227 (biodiversitylibrary.org).
- Notes on the Trochilidae. The Genus Thaumatias. In: The Ibis (= 4). Band 2, Nr. 5, 1878, S. 35–53 (biodiversitylibrary.org).
- A classification and synopsis of the Trochilidae. Collins Printer, Philadelphia 1878 (biodiversitylibrary.org).
- Description of a New Species of Hummingbird of the Genus Agyrtria. In: The Auk. Band 58, Nr. 3, 1888, S. 263–264 (englisch, sora.unm.edu [PDF; 77 kB]).